# Jagdschloss Quitzin

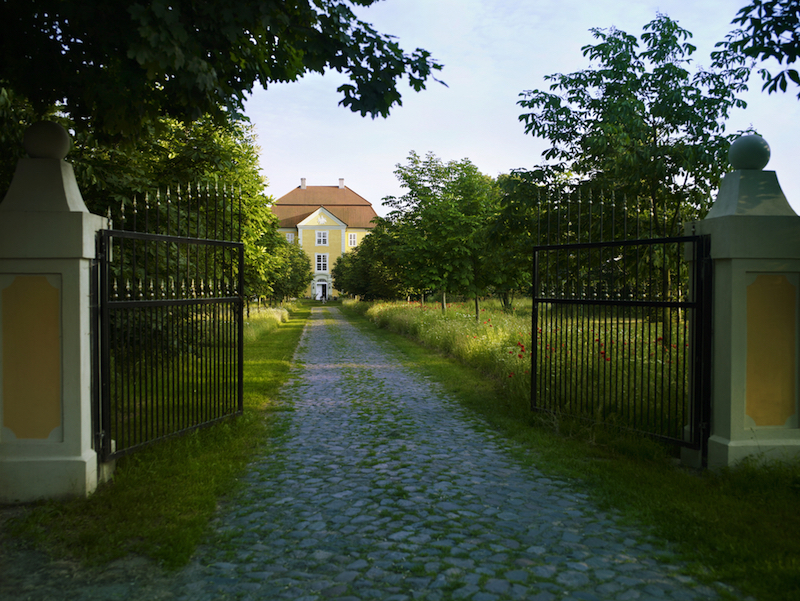
Jagdschloss Quitzin

Das Jagdschloss Quitzin ist ein denkmalgeschütztes Gebäude in Quitzin, einem Ortsteil von Splietsdorf im Landkreis Vorpommern-Rügen. Zur Schlossanlage gehören zwei Kavaliershäuser, der Park und die Feldsteinmauer.

## Geschichte und Architektur

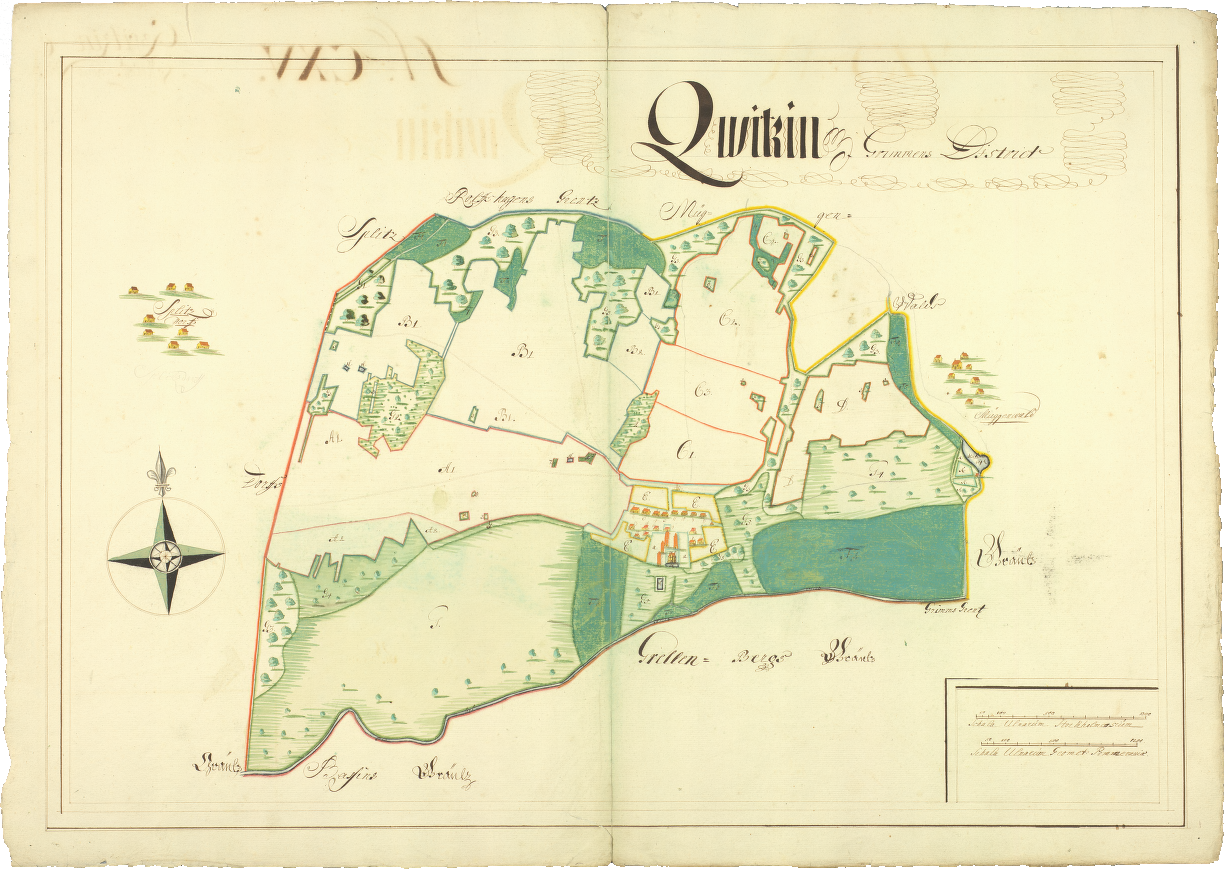
Karte von 1696

### Architektur
Das Herrenhaus ist ein dreigeschossiger, fünf- bzw. dreiachsiger, blockhafter Putzbau mit einem hofseitigen Mittelrisalit mit einem wappenverzierten Dreiecksgiebel. Die beiden eingeschossigen Seitenflügel stammen aus der gleichen Zeit. Alle Gebäude haben hohe Mansarddächer. 

Die Fassade ist durch Eckquaderung und Fensterfaschen gegliedert. Der Haupteingang ist von Pilastern und einem Segmentbogen umrahmt. Im Hauptgeschoss finden sich  Stuckarbeiten an Wänden und Decken.

### Geschichte

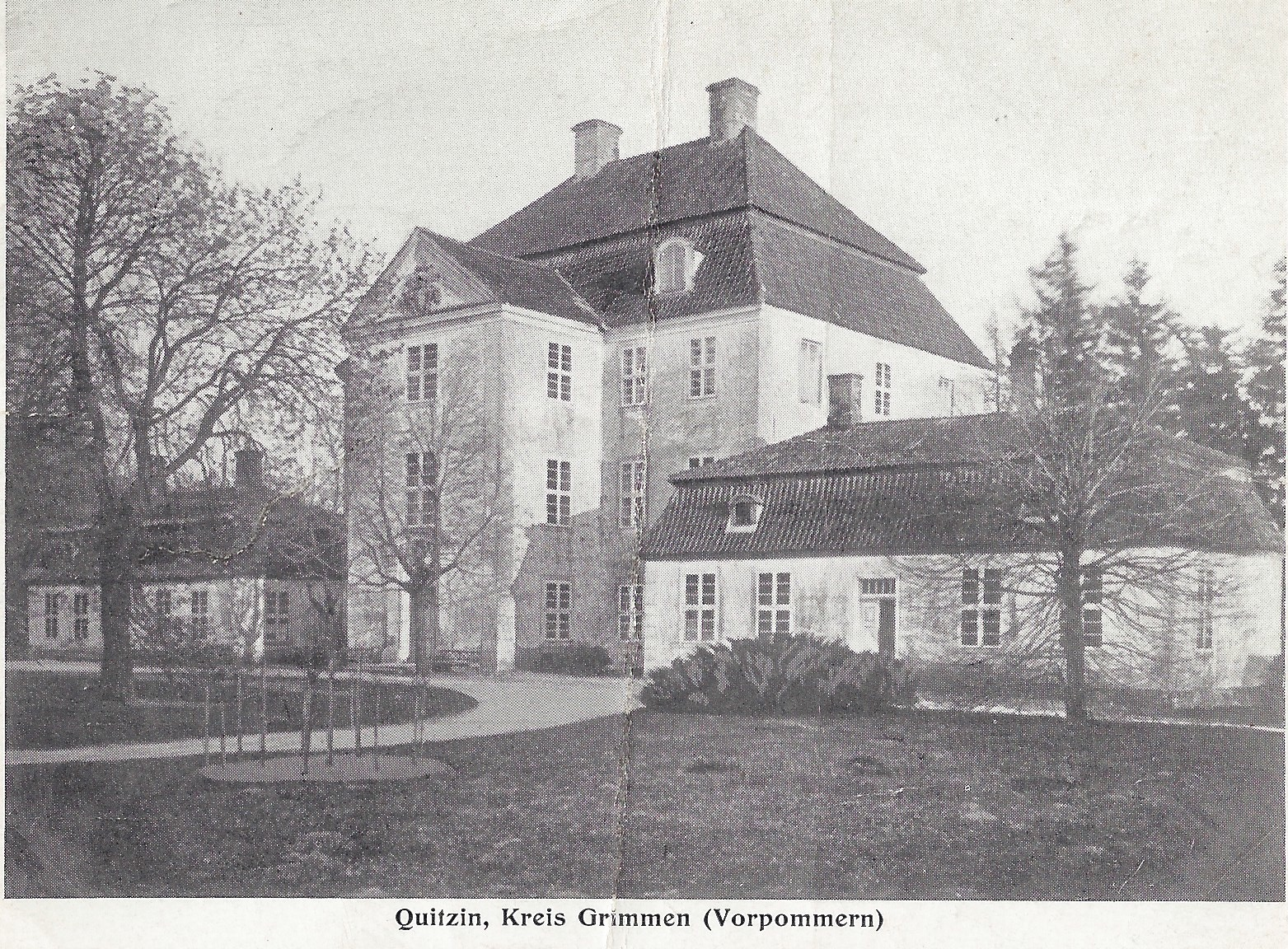
Historische Postkarte, 19. Jhd.

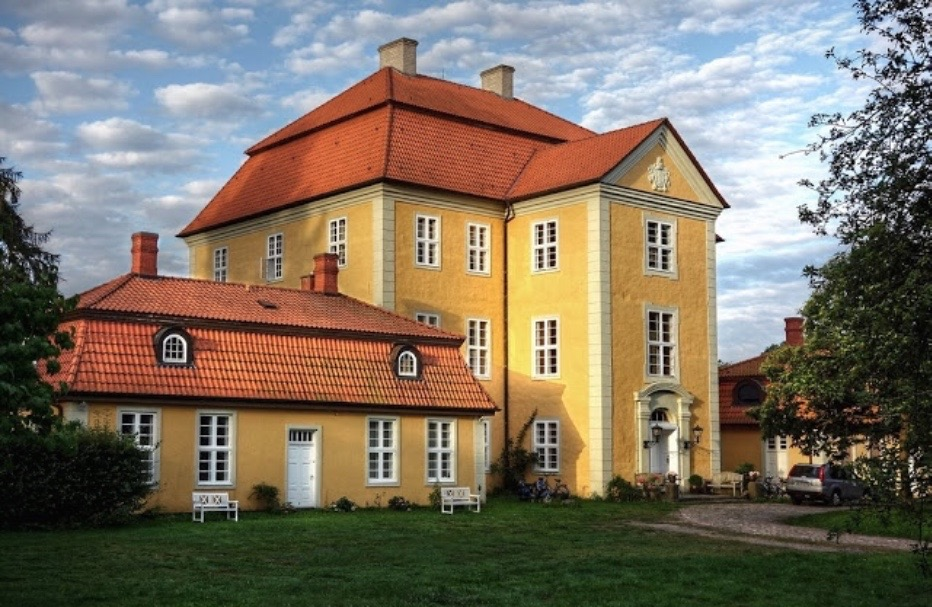
Heutige Aufnahme

Das Gutshaus wurde erstmals um 1457 erwähnt, als Herzog Erich II. von Pommern-Wolgast gemeinsam mit seinem Bruder Wartislaw X. das Gut an den Abt des Klosters Neuenkamp, an dessen Stelle sich heute die Stadt Franzburg befindet, verschenkte.

Das hohe Gebäude wurde 1607 im Stile der Renaissance auf dem Gewölbe einer Burganlage aus dem 13. Jahrhundert errichtet für den herzoglich-pommerschen Rat und Kanzler Erasmus von Küssow errichtet. 1474 hatte Hans von Küssow-Megow auf Quitzin den Herzog Bogislav X. aus der Gefahr der Gefangenschaft gerettet. In der Schwedenzeit in Pommern war König Karl XII. von Schweden häufig als Jagdgast in Quitzin.
1723 erfolgte die Erweiterung und der Umbau zu einem barocken Jagdschloss. 
Gutsherren waren die Grafen von Küssow, die bis 1824 das Gut besaßen. Der Deutsche Orden prozessierte von 1824 bis 1841 um den Nachlass des letzten Küssow.
 Im zweiten Viertel des 19. Jahrhunderts ließ die Gräfin von Küssow im Park noch ein exzentrisches Badehaus im klassizistischen Stil durch den Schinkel-Schüler und Greifswalder Universitätsbauinspektor C.A.P. Menzel errichten, das für Vorpommern einmalig war und von dem nur noch die Fundamente erhalten sind.
Erst um 1909/10 veräußerte nach Aktenlage im Brandenburgischen Landeshauptarchiv der damalige Eigentümer Rittmeister Waldemar Reimer das Gut Quitzin an die Familie von Veltheim-Schönfließ, die den Acker des Gutes umgehend melorierten. Käufer war das Mitglied es Preußischen Herrenhauses, preußischer Kammerherrn sowie Schloßhauptmann zu Königs Wusterhausen, Werner von Veltheim, verheiratet mit Auguste von Gadenstedt-Gadenstedt. 1914 agierte als Quitziner Pächter der älteste Sohn des Grundbesitzers, Franz Albrecht Werner von Veltheim (1872–1922). Das Rittergut umfasste 669 ha Fläche. Davon waren 175 ha Waldbesitz. 1937 wurde vermeintlich sein Sohn, der Major und wie sein Vater Rechtsritter des Johanniterordens, Burghard von Veltheim (1873–1951), liiert mit der Gutsbesitzerstochter Elisabeth von Alvensleben-Schönborn, enteignet. Dies steht aber im starken Widerspruch zu den teils auf Selbstangaben amtlich publizierten Güter-Adressbuch Pommern in der letzten Ausgabe von 1939. Hier wird von Veltheim jun. nach wie vor als Gutsbesitzer von 650 ha aufgeführt. Des Weiteren gibt das Gothaische Genealogische Taschenbuch von 1942 und das nachmals veröffentlichte Genealogische Handbuch des Adels aus 1953 die Veltheims als Besitzer an, jeweils mit Hauptwohnsitz auf dem Stammgut Schönfließ bei Berlin. Etwaig wurde nur das Schloss eingezogen, so dass die Gutsbesitzung unberührt blieb. Bis 1945 war direkt im Jagdschloss ein Wehrertüchtigungslager der SS.
Der Gutshof wurde ab 1945 aufgesiedelt. Das Gebäude war zunächst Flüchtlingslager. Im Jagdsaal feierte die Dorfbevölkerung ihre Feste, die Bibliothek wurde zur Bar umfunktioniert. Ab 1971 bis 1990 nutzte die Zivilverteidigung der DDR das Gebäude als Magazin. Das Haus wurde 1972 notdürftig renoviert, die Fenster wurden teils vermauert oder mit Eisengittern versehen und das Mansarddach des Hauptgebäudes durch ein Flachdach ersetzt. Verzierungen an der Fassade wurden entfernt.
Um 1988/89 ließ die Forstverwaltung die 150 Jahre alte Kastanienallee abholzen und pflanzte im Park Erlen, Lärchen und Fichten. 

Burghard Rübcke-von Veltheim (Enkel des letzten Besitzers) und seine Frau Friederike, geb. Freiin von Blomberg, erwarben nach 1990 das Haupthaus mit entsprechenden Sanierungsauflagen. Es folgten die beiden Kavaliershäuser. Das Ensemble wurde von ihnen – auch mit Hilfe der Deutschen Stiftung Denkmalschutz – in über 25-jähriger Aufbauarbeit größtenteils gerettet. Das Jagdschloss, in dem man sich seit 2009 auch standesamtlich trauen lassen kann, wird heute als B&B Hotel und Wohnhaus der Familie genutzt.

## Schlosskapelle

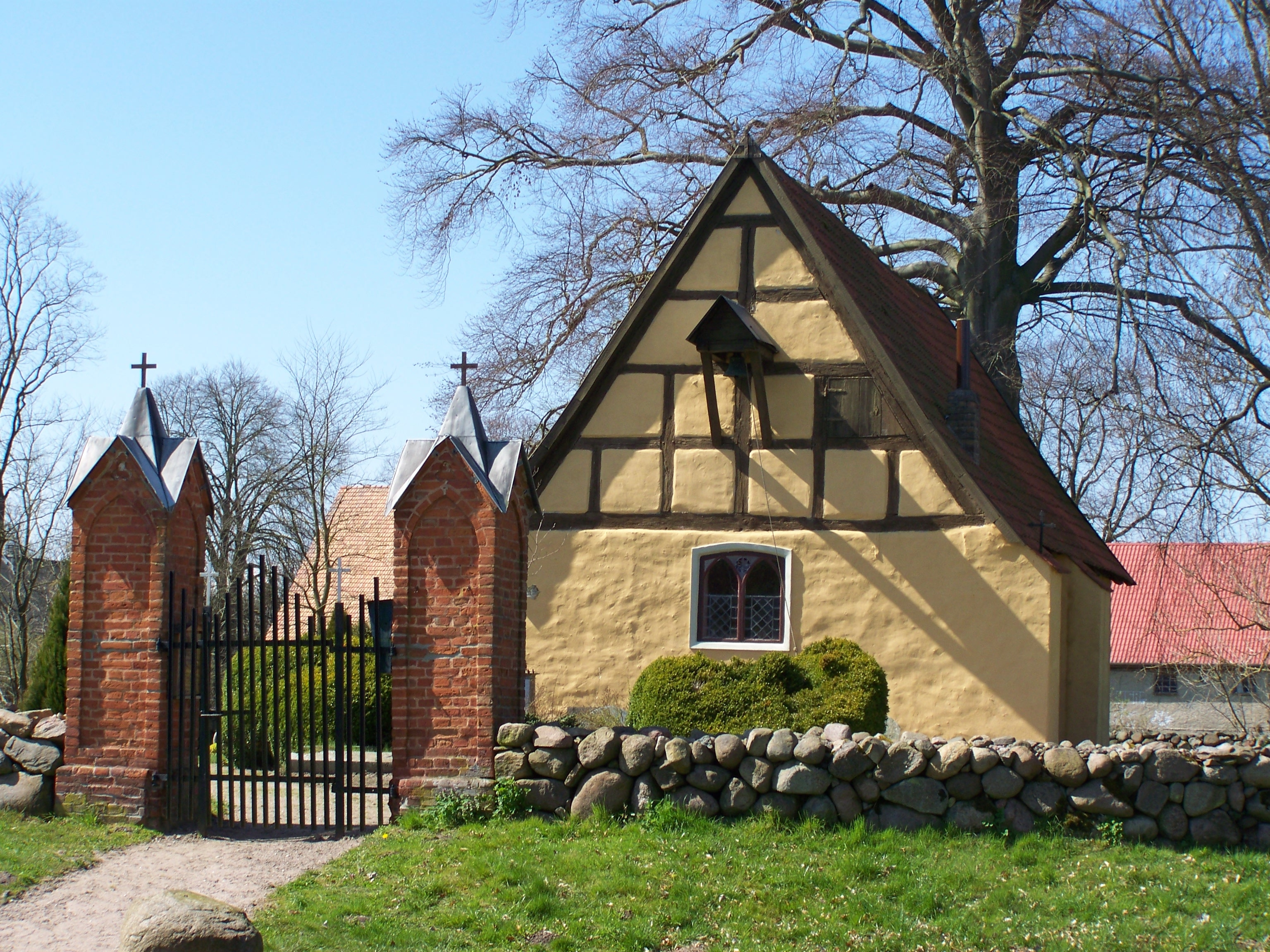
Die Schlosskapelle

In der Gutsanlage steht vor dem Haupthaus die kleine Schlosskapelle, ein 1614 errichteter, verputzter Backsteinbau, deren Kern früheren Datums sein könnte. Das östliche Joch ist mit Strebepfeilern versehen. Der Ostgiebel ist in Fachwerk ausgeführt, dessen Gefache verputzt sind. An ihm befindet sich eine hölzerne Aufhängung für die Glocke, welche von 1856 stammt. Der westliche Giebel wurde im 19. Jahrhundert massiv in Backstein neu errichtet. West- und Südportal sind spitzbogig. Die Kapelle besitzt hölzerne Stichbogen-Fenster, die durch Putzfaschen gerahmt sind. Bei der Restaurierung nach 1990 wurde der Außenbau der Kapelle mit einem Muschelkalkputz versehen. 
Im Innern besitzt das Gebäude im Chorjoch ein Zellengewölbe und im Kirchenschiff eine verputzte Holztonne. Zwei rechteckige Mauernischen befinden sich in der Ostwand.
Zur Innenausstattung der Schlosskapelle zählt ein Altaraufsatz aus Sandstein von 1616, der wahrscheinlich Sockel eines größeren Retabels war und Wappen der Familien von Küssow und von Blücher, den damaligen Besitzern, trägt. Weiterhin befinden sich im Gebäude eine Kanzel mit Renaissance-Schnitzarbeiten, ein Kruzifix aus dem 14. Jahrhundert, ein Lesepult von 1714 und ein achteckiger Taufstein aus der zweiten Hälfte des 19. Jahrhunderts. Letzterer befand sich ursprünglich in der Dorfkirche Rolofshagen. Das Gestühl stammt aus der ersten Hälfte des 18. Jahrhunderts.
Der Kirchhof ist von einer Feldsteinmauer umgeben. Auf ihm befindet sich eine Grabstele von 1746.
Die ehemalige Schlosskapelle wird gelegentlich noch von der Kirche genutzt, etwa für Trauungen und Taufgottesdienste.